# Episodi di Dota: Dragon's Blood (prima stagione)
La prima stagione della serie animata Dota: Dragon's Blood, nota anche come Libro 1 (Book One), composta da 8 episodi, è stata interamente pubblicata sul servizio di streaming on demand Netflix il 25 marzo 2021.
| nº | Titolo originale                    | Titolo italiano                     | Pubblicazione |
| -- | ----------------------------------- | ----------------------------------- | ------------- |
| 1  | What the Thunder Said               | Ciò che disse il tuono              | 25 marzo 2021 |
| 2  | Princess of Nothing                 | Principessa del nulla               | 25 marzo 2021 |
| 3  | Neverwhere Land                     | Una terra mai esistita              | 25 marzo 2021 |
| 4  | The Monster at the End of This Book | Il mostro alla fine del libro       | 25 marzo 2021 |
| 5  | The Fire Sermon                     | Il sermone del fuoco                | 25 marzo 2021 |
| 6  | Knight, Death and the Devil         | Il cavaliere, la morte e il diavolo | 25 marzo 2021 |
| 7  | Speak the Words                     | Pronuncia le parole                 | 25 marzo 2021 |
| 8  | A Game of Chess                     | Una partita a scacchi               | 25 marzo 2021 |

## Ciò che disse il tuono
- Titolo originale: What the Thunder Said
- Diretto da: Park So Young
- Scritto da: Ashley Edward Miller

### Trama
L'intrepido Cavaliere Drago Davion, proveniente dalla Fortezza del Drago, e il suo scudiero Bram vengono arruolati dal villaggio di Barrowhaven per aiutare a uccidere un drago di terra solitario. Dopo aver sconfitto il drago, Davion e il capitano Frühling, capo dei soldati locali, scoprono un nido di drago sotterraneo dove un Eldwyrm dorme nelle profondità del sistema di tunnel. Consapevole del pericolo di affrontare un Eldwyrm, Davion sceglie di lasciarlo dormire e torna al villaggio, con grande disapprovazione del capitano Frühling. Mentre festeggia nella taverna, Davion incontra la bellissima e coraggiosa principessa guerriera Mirana e la sua ancella Marci, che sono lì per incontrare un elfo incappucciato di nome Gwanwyn, per informazioni sui loro loti perduti. Uno scontro con un ubriacone e i suoi scagnozzi porta alla scoperta di Gwanwyn come elfo. Poiché gli elfi sono odiati dagli umani, Davion è costretto a cacciarlo fuori per salvarlo da un attacco. Gwanwyn ordina quindi a Mirana di cercare Nikdo a Haupstadt. Nel frattempo, Terrorblade, un demone malvagio e e assetato di potere imprigionato tra le mura frantumate di Foulfell, impossessa del corpo di Fruhling e lo manipola per farlo tornare all'Eldewyrm. Dopo aver appreso che Frühling è tornato per affrontare l'Eldewyrm, Davion ordina a Bram di allertare la Fortezza del Drago, mentre lui corre a salvare Frühling. Davion arriva mentre Terrorblade uccide Uldorak, l'Eldwyrm che Davion ha scelto di non affrontare, e ne reclama l'anima. Terrorblade, ancora nel corpo di Frühling, chiede a Davion di lasciarlo possedere il suo corpo, prima di essere interrotti da Slyrak, l'Eldwyrm del fuoco giunto per chiedere a Terrorblade di liberare l'anima di Uldorak così che possa riunirsi al Tuono e rinascere. Terrorblade si impossessa del corpo di Uldorak e affronta Slyrak, ma lo scontro si conclude con una situazione di stallo, poiché Terrorblade fugge con l'anima di Uldorak. Slyrak, morente, uccide quindi Davion con un rituale a base di sangue. Più tardi, Mirana trova Davion nudo, vivo ma svenuto nella foresta e decide di aiutarlo su insistenza della sua aiutante Marci.

## Principessa del nulla
- Titolo originale: Princess of Nothing
- Diretto da: Kim Eui Jeong
- Scritto da: Steven Melching

### Trama
Mentre Davion è ancora disorientato dopo la battaglia, viene colto in un'imboscata e derubato dai banditi lungo la strada, ma si risveglia il giorno dopo insieme a Mirana e Marci. Incapace di ricordare i dettagli della notte precedente, identifica Mirana come la principessa dei Boschi d'Argento Notturno, un argomento dolente per lei. Arrivato a Hauptstadt e alloggiato in una piccola locanda, Davion rigurgita un anello che viene identificato da un bandito come appartenente al suo compatriota ucciso, che lo aveva derubato due notti prima. Quando il bandito giura vendetta, Davion cerca di comprare armi, ma nessuno gliele vende, data la minaccia del bandito. Quando Mirana e Marci raggiungono il Mercato Nero, il loro contatto elfico rivela di averle tradite e vengono catturate. In seguito, i due fuggono e costringono l'Elfo a rivelare il nome della loro prossima traccia: un Negoziante che consegna a Mirana una gemma e li indirizza dall'Invocatore, un potente stregone elfico che vive sui Picchi Spezzati. Mentre i banditi attaccano Davion, questi si trasforma in uno Slyrak umanoide chiamato "Slyvion" e li uccide tutti, ma riacquista la sua forma umana dopo aver trovato la sua Lama del Drago. Sebbene traumatizzata dalla sua trasformazione, la giovane principessa lo aiuta comunque a fuggire prima che le guardie cittadine lo arrestino e partano alla ricerca del Saggio per ottenere risposte. Altrove, l'Elfa Fymryn rivela di essere stata lei a rubare i Loti.

## Una terra mai esistita
- Titolo originale: Neverwhere Land
- Diretto da: Park So Young
- Scritto da: Ashley Halloran

### Trama
In un flashback, viene rivelato che Fymryn ha rubato i fiori di loto dalle pozze del tempio di Selemene nei Boschi di Argento Notturno. Usa la sua abilità di travestimento, teletrasporto e duplicazione per sfuggire all'inseguimento di Mirana e Marci, che serve la Dea della Luna Oscura in persona. Incolpandosi per non essere riuscite a fermare il ladro, Mirana e Marci decidono di lasciare i Boschi di Argento Notturno per recuperare i fiori di loto. Fymryn riporta i fiori di loto nell'enclave della foresta di Coedwei, una delle enclavi occupate dai Coriel'Tauvi, una razza elfica che adora la dea Mene dopo essere stata emarginata da Selemene dei Boschi di Argento Notturno per essersi rifiutata di adorarla. Fymryn e i Coriel'Tauvi credono che la loro dea Mene sia stata intrappolata nell'ombra da Selemene, e Fymryn intende adempiere a una profezia che prevede il ritorno di Mene, in modo da poter rovesciare la malvagia Dea della Luna Oscura e tornare a vivere nei Boschi di Argento Notturno. Per farlo, intraprende un viaggio con gli abitanti dei Coedwigs Adara, Dyfed e Idwal verso il Picco Spezzato per trovare l'Invocatore, credendo, in base alla storia, che possa usare il Loto per riportare in vita Mene. Raggiunta la torre, l'Invocatore è sconvolto nel scoprire di poter individuare la sua torre nascosta. Le prende il Loto, le dà una moneta con il volto di Mene e li rimanda nel bosco invece di aiutarli. Avendo fallito la missione, la squadra decide di trascorrere una notte nella foresta. Luna, adoratrice di Selemene, arriva e chiede loro di restituire il Loto, uccidendoli tutti tranne Fymryn, che è stato salvato dall'Invocatore. Turbato dalla sua forma di drago nascosto, Davion si unisce a Mirana e Marci nel viaggio verso le Picche Spezzate, sperando che l'Invocatore, noto come il Saggio, possa fornire anche lui delle risposte al suo problema. Durante il tragitto, Mirana viene separata dal gruppo su una montagna innevata e incontra creature zombi cannibali controllate da un malefico potere di colore rosso brillante. Davion, Marci e Sagan riescono a salvare la ragazza in tempo.

## Il mostro alla fine del libro
- Titolo originale: The Monster at the End of This Book
- Diretto da: Kim Eui Jeong
- Scritto da: Mitch Iverson

### Trama
Davion e la principessa Mirana raggiungono una fortezza dei Cavalieri Draghi sulle montagne, dove vengono presto raggiunti dal leggendario Cavaliere Drago, Kaden. Kaden rivela loro di essere in cerca di vendetta contro Slyrak, dopo che quest'ultimo ha assassinato ventinove dei suoi compagni Cavalieri Draghi quasi vent'anni prima nella città di Leathsham. Da allora, Kaden ha iniziato a massacrare i draghi e a forgiare armature dai loro cadaveri per prepararsi alla lotta contro Slyrak. La rivelazione lascia Davion in una posizione combattuta. Pur mantenendo il silenzio, Kaden deduce rapidamente che Slyrak si nasconde dentro Davion, poiché lo ha ferito per attirarlo fuori. La battaglia che ne consegue tra Slyrak e Kaden distrugge la fortezza, mentre Slyrak trasporta Mirana, Marci e Sagan per fuggire. Nel tentativo di placare Fymryn, infuriata per il rifiuto dell'Invocatore di aiutarla a riportare Mene indietro e a salvare i suoi baccelli da Luna, l'Invocatore le dà un libro e le dice di leggerlo per capire le sue ragioni. In seguito appare come un'illusione davanti a Selemene e le rivela che la Legione Elfica, un esercito segreto di Coriel'Tauvi, emergerà presto per sconfiggerla, mentre è indebolita dalla perdita del Loto. Infuriata, Selemene decide egoisticamente di dare il primo colpo incaricando Luna di guidare l'Ordine della Luna Oscura, una legione di guerrieri addestrati della dea Selemene, dai Coriel'Tauvi e costringerli ad adorarla.

## Il sermone del fuoco
- Titolo originale: The Fire Sermon
- Diretto da: Park So Young
- Scritto da: Steven Melching

### Trama
Dopo lo scontro tra Davion e Kaden, Slyrak si scatena, mentre la sua coscienza è intrappolata in comunione con gli altri Draghi Anziani sul Piano del Tuono. Davion incontra gli altri eldwurm (Aethrak, Lirrak, Byssrak, Indrak, Orrak e Vahdrak) e si scambiano informazioni, mentre uno Slyrak disorientato attacca Mirana, Marci e Sagan. Davion e gli eldwurm deducono che un demone oscuro e malvagio chiamato Terrorblade li stia dando la caccia e che Slyrak si sia legato in modo permanente a Davion. Intuendo che Slyrak sta per uccidere la bella Mirana e che gli eldwurm non vogliono Davion nel Piano del Tuono, uccidono Davion per riportare Slyrak nel Piano del Tuono e Davion nel mondo reale. Più tardi, Davion e la squadra riuscirono a localizzare la Torre del Mago guardando attraverso la Gemma del Negoziante.

## Il cavaliere, la morte e il diavolo
- Titolo originale: Knight, Death and the Devil
- Diretto da: Kim Eui Jeong
- Scritto da: Ashley Halloran, Mitch Iverson

### Trama
Luna funge da arma di Selemene nella battaglia per sottomettere le enclave ribelli dei Boschi d'Argento Notturno e costringere gli abitanti a dichiarare la loro lealtà alla Dea della Luna Oscura. Selemene conferisce il suo potere a Luna e all'Ordine della Luna Oscura, permettendo loro di catturare Drysi, la leader della Legione Elfica, uccidendo senza sforzo tutti gli altri membri della Legione. Davion e Mirana raggiungono la torre dell'Invocatore e chiedono il suo aiuto. L'Invocatore rivela a Davion che le otto anime degli eldwyrm che Terrorblade sta raccogliendo fungono da otto pilastri della creazione che sostengono tutti i regni e le infinite realtà, e che Terrorblade intende usare le anime per rimodellare il mondo a sua immagine e diventare come un dio. Per aiutare l'anima di Slyrak nascosta in Davion, l'Invocatore lancia un incantesimo per impedire a Davion di trasformarsi in Slyrak o Slyrion, ma il processo alla fine lo ucciderà. Il Saggio respinge anche l'opinione della principessa Mirana su Selemene, ma accetta comunque di restituirle il Loto a condizione che ordini alle sue truppe di ritirarsi dalle enclave di Coriel Tauvi. Dopo aver letto il libro e appreso il destino della figlia dell'Invocatore, Fymryn fu incaricato suo malgrado dall'Invocatore di accompagnare Davion, Mirana, Marci e Sagan a restituire i fiori del loto, mentre a Fymryn veniva ordinato di restituirgli segretamente il valoro Cavaliere Drago una volta compiuto il gesto.

## Pronuncia le parole
- Titolo originale: Speak the Words
- Diretto da: Park So Young
- Scritto da: Amy Chu

### Trama
L'Invocatore cerca Lirrak e le ruba l'anima. Durante la convalescenza, ripensa ai ricordi di sua figlia Filomena. Si scopre che Selemene e l'Invocatore un tempo erano una coppia, ma si separarono dopo che Filomena e l'Invocatore scelsero di non adorarla. Il loro rapporto si inasprì ulteriormente quando Selemene si rifiutò di curare Filomena, che aveva avvelenato per convincere l'Invocatore a tornare da lei, dopo che Filomena aveva insistito nel rifiutare di adorarla, lasciando morire sua figlia. Davion, Mirana, Marci e Fymryn viaggiano insieme per restituire i fiori del loto rubati, mentre i loro interessi contrastanti creano tensione. Litigando, Davion, Mirana e Marci scoprono che Fymryn è un'adoratrice della dea Mene e il ladro dei fiori del loto. Nonostante il litigio, la squadra decide di mettere da parte le divergenze e proseguire la missione.

## Una partita a scacchi
- Titolo originale: A Game of Chess
- Diretto da: Kim Eui Jeong
- Scritto da: Ashley Edward Miller

### Trama
Kaden, sopravvissuto alla dura prova contro Slyrak, continua l'inseguimento di Davion con Bram e gli altri Cavalieri Draghi. Entrando nella foresta di Coedwei, la squadra di Davion scoprì e seppellì i cadaveri della Legione, uccisi dall'Ordine della Luna Oscura di Luna, prima di avventurarsi verso il villaggio all'interno della foresta. Giunto al villaggio con il santuario, ora occupato dall'Ordine della Luna Oscura di Luna e dagli elfi Coedwei sopravvissuti ma imprigionati, Fymryn lasciò il gruppo mentre Mirana porse i fiori del loto a Luna. Dopo aver completato la missione, Mirana si prepara a tornare alla sua nobile posizione, mentre Davion medita di separarsi. Fymryn tenta di salvare Drysi, che rifiuta il suo aiuto perché ora ha scelto di smettere di nascondersi e perché gli attacchi di Selemene hanno fatto loro riaffiorare il gusto per il sangue. Luna tenta di restituire i Loti a Selemene, ma inaspettatamente innesca una trappola dell'Invocatore, che oscura la luna. Di conseguenza, il potere di Selemene conferito a Luna e agli Ordini viene sottratto, mentre Coedwig e Drysi, catturate, si ribellano e attaccano Luna, gli Ordini, Mirana, Marci e Sagan. Nel mezzo del caos, Davion si trasforma in Slyvian per aiutare Mirana, Marci, Sagan e Luna, ferita, a fuggire, ma viene catturato dall'arrivo di Kaden, Bram e dei Cavalieri Draghi. Contemporaneamente, l'Invocatore usa uno dei Loti per evocare Terrorblade nei Boschi d'Argento Notturno, che si lancia in battaglia contro Selemene, dopo che l'Invocatore stringe un patto con Terrorblade: Terrorblade lo aiuterà a sconfiggere Selemene, mentre l'Invocatore lo aiuterà a raccogliere le anime dei draghi. A causa della perdita di potere e in uno stato di debolezza, Terrorblade sconfigge Selemene, prosciugando la sua divinità, prima che l'Invocatore le offra asilo.